# Adão Negro
Adão Negro, originalmente em inglês Black Adam, é um personagem fictício de histórias em quadrinhos atualmente pertencente à editora americana DC Comics. Originalmente parte da Fawcett Comics é um super-vilão, basicamente, a versão maligna do Shazam, do qual figura como principal arquinimigo.
Criado pelo roteirista Otto Binder e pelo desenhista C. C. Beck em 1945, Adão foi um dos primeiros detentores dos poderes do Mago Shazam ainda na época do Antigo Egito, quando ainda era Teth-Adam, filho do faraó Ramessés II, com os quais deveria combater o mal e preservar a paz, assumindo a identidade de Adão Negro. Entretanto, Teth se deixou seduzir pelo poder, sendo, como castigo, exilado pelo Mago Shazam em outra dimensão. Só no Século XX d.C., quando o próprio Mago Shazam viu o caos que se instalara no mundo, decidindo oferecer seus poderes ao jovem Billy Batson, para representar, assim como fora com Teth milênios antes, o defensor da paz e da justiça, que este último conseguiu se libertar, voltando-se definitivamente contra o Mago Shazam e seu recente "pupilo", o Shazam, tornando-se, de longe, o principal inimigo do personagem, e da Família Shazam como um todo, com o objetivo de saciar sua sede de vingança.
De fato, o Adão Negro se provou um poderosíssimo inimigo, competindo de igual para igual não apenas com o Shazam, mas também com outros grandes nomes da DC Comics, incluindo Superman e Mulher-Maravilha. Os incríveis poderes à disposição de Adão Negro são vastos, além de poder manipular magia, algo que, diretamente, o Shazam não pode fazer. Com exceção disso, os poderes do personagem são basicamente os mesmos do Shazam, com a diferença que, diferentemente do super-herói na história em quadrinhos, que "canaliza" seus super-poderes de deuses gregos, Adão Negro retira seus super-poderes de divindades egípcias. São elas: Shu (resistência, vigor); Hórus (velocidade, capacidade de voo); Amon (super-força); Zehuti (sabedoria); Aton (poder) e Mehen (coragem); Assim como o Shazam, Adão precisa pronunciar a palavra mágica "SHAZAM" para canalizar seus super-poderes.
Teve sua primeira aparição na revista The Shazam Family #1, publicada nos EUA em dezembro de 1945. Foi classificado como o décimo-sexto maior vilão da história das HQs, no livro Greatest Comic Book Villain of All Time.

## Origem (pré-crise nas infinitas Terras, Fawcett Comics)
Adão Negro era originalmente Thet-Adam no antigo Egito, e tornou-se o Poderoso Adam, o primeiro campeão do Mago Shazam. Depois, Thet-Adam enlouqueceu e queria abusar de seu poder. Como punição o mago Shazam o baniu para uma estrela distante. 5000 anos depois, ele retornou voando a velocidade da luz em 1945 a Terra (sem ter envelhecido), onde confrontou o segundo campeão do Mago Shazam, Capitão Marvel, e a Família Marvel. A princípio, nenhum dos lados obtinha uma verdadeira vitória, já que Adão Negro e a Família Marvel eram invulneráveis aos golpes uns dos outros. Ironicamente, Tio Marvel, o único membro sem poderes da Família Marvel logrou Adão Negro a dizer a palavra Shazam, o que reverteu-o a Teth Adam, e todos os anos de envelhecimento suprimidos por seu poder vieram à tona: Adam tornou-se um esqueleto ressequido (Marvel Family #1). 

### DC Comics
Nos anos 70, Capitão Marvel retornou a ser publicado após um hiato de 20 anos, mas pela DC Comics, que tem sido a casa do herói desde então. Em Shazam! #28, Adão Negro é ressuscitado por Dr. Silvana com um de seus inventos. Uma vez ressuscitado, Adão quebrou a máquina, pois segundo Dr. Silvana só ela poderia matá-lo novamente. Em vez de ajudar Silvana a dominar o mundo, ele tentou ele mesmo dominar o mundo, sofrendo derrota pelas mãos da Família Marvel várias vezes. Esta versão de Adão Negro foi vista pela última vez em Crise nas Infinitas Terras, onde o membro dos Novos Titãs, Quartzo, o transformou em cristal.

## Origem (pós-crise nas infinitas Terras, DC Comics, Shazam: the New Beggining)
A origem não mudou muito. Em vez de uma estrela distante, Shazam baniu Adão Negro para outra dimensão. Mas em 1987 Dr. Silvana o libertou de outra dimensão com um de seus inventos. Uma vez de volta a nossa dimensão, Adão quebrou a máquina, para que ninguém pudesse bani-lo novamente. Ele teria matado Silvana também, se o cientista não tivesse sugerido ser seu guia no mundo moderno.

## Origem (pós-Zero-Hora, DC Comics, Power of Shazam graphic novel em diante)
Adão Negro era originalmente Thet-Adam no antigo Egito, e tornou-se o Poderoso Adam, o primeiro campeão do Mago Shazam, que serviu ao príncipe Khufu no antigo Egito (Khufu sendo a encarnação original do Gavião Negro). Depois, Thet-Adam enlouqueceu e queria abusar de seu poder. Como punição o mago Shazam pôs sua essência de poder num escaravelho feito de joias. Isto fez com que Adam retomasse sua idade real de centenas de anos, o que o matou instantaneamente.
No tempo presente, reencarnou como Theo Adam, e junto com Charles Clarence Batson e sua esposa Marylin, encontrou a tumba do mago Shazam em Abul-Simbel, o Vale dos Reis. Relembrando fatos de sua encarnação passada, Theo Adam matou C.C. Batson e Marylin para ficar com o escaravelho descoberto na escavação, deixando órfão a Billy Batson, que se tornaria o segundo campeão do Mago Shazam, Capitão Marvel.
Quando Billy se tornou Capitão, seu primeiro feito foi salvar a Rádio WHIZ duma explosão armada por Theo Adam. 
Entrementes, Theo Adam, de posse do escaravelho, exclamou "Shazam" e se tornou novamente Adão Negro, relembrando sua vida passada totalmente. Em embate com o Capitão, foi derrotado, e voltou a ser Theo Adam. Shazam o puniu fazendo-o ficar mudo, de modo que não poderia se transformar de novo.

## Depois disso
Após 4 anos, o demônio Blaze, filha do mago Shazam, fez um feitiço que retornou a voz de Theo Adam bem como eliminou sua necessidade de usar o escaravelho para se transformar. Na saga que houve, ambos são derrotados.

## Recentemente
Adão Negro volta mais uma vez, e enfrenta a Sociedade da Justiça, e só é derrotado com muita astúcia pelo grupo (o qual foi quase dizimado unicamente pelo vilão). Ele é posto sob custódia do grupo e vira um herói (ou uma espécie de...). Afirmava que seus atos perversos eram derivados de sua personalidade de Theo Adam, mas como Thet-Adam era um herói. Recentemente retornou a vilania como membro da Sociedade Secreta dos Supervilões e assumiu a soberania do país de Kandhaq, onde governa como ditador. Na macrossérie 52, Adão Negro se casa e forma a Família Marvel Negro.

## Descrição

### Poderes
No Pré-Crise e na série Shazam: the New Beginning, Adão Negro recebia as qualidades de vários deuses egípcios por dizer o nome do mago Shazam.
Shu (resistência), Hershef (força), Amon (poder), Zonga (Tote) (sabedoria), Anpu (velocidade), e Menthu (coragem). Atualmente, deriva seus poderes de: Shu (resistência), Heru (Hórus) (velocidade), Amon (força), Zehuti (Tote) (sabedoria), Aton (poder), e Mehen (coragem).
Por pronunciar a palavra "Shazam!", ele pode conjurar um relâmpago mágico a fim de mudar de Theo Adam para Adão Negro e vice-versa. Este relâmpago não lhe causa dano, embora oponentes que estejam no raio de ação do mesmo possam ser feridos. Adão pode desafiar a gravidade e literalmente voar. A Sabedoria de Zonga se reflete na forma de conselhos que Adam ouve dentro de sua mente. Este aspecto também permite traduzir línguas perdidas, como hieróglifos. A força de Amon permite erguer pesos dantescos de muitas toneladas, e destruir materiais extremamente resistentes. O vigor de Shu concede a invulnerabilidade ao corpo do vilão, e uma tremenda resistência a venenos e a capacidade de poder sobreviver ao vácuo do espaço. A coragem de Mehem permite a ele encarar os piores vilões e perigos imaginados sem medo. A Velocidade de Heru permite-lhe correr a grande velocidade, fazer ações rapidamente e enxergar o mundo como se estivesse em câmera lenta, permitindo que ele possa pegar projéteis de alta velocidade como balas. Algumas histórias sugerem que o poder de Shazam também concede incrível longevidade, uma vez que Adam já havia permanecido vivo durante centenas de anos no antigo Egito. Voltar a sua forma original nessa hipótese o mataria, uma vez que sua forma mortal envelhece normalmente. É digno de nota que Adão Negro já mencionou ter audição e olfato ampliados.

## Outras Mídias
- Aparece em três episódios do desenho animado de 1980, Shazam!. Nesta versão ele apresentava alguns poderes estranhos, como uma visão congelante e a capacidade de dar vida a uma estátua.
- Apesar de não aparecer em Liga da Justiça sem Limites Teth Adam é citado como antigo soberano de Kandaq e aliado do rei Katar Hol no Egito.
- Mesmo não aparecendo na série Smallville, Teth Adam também é citado como o verdadeiro possuidor da adaga que Ísis usa para tentar sacrificar Clark Kent.

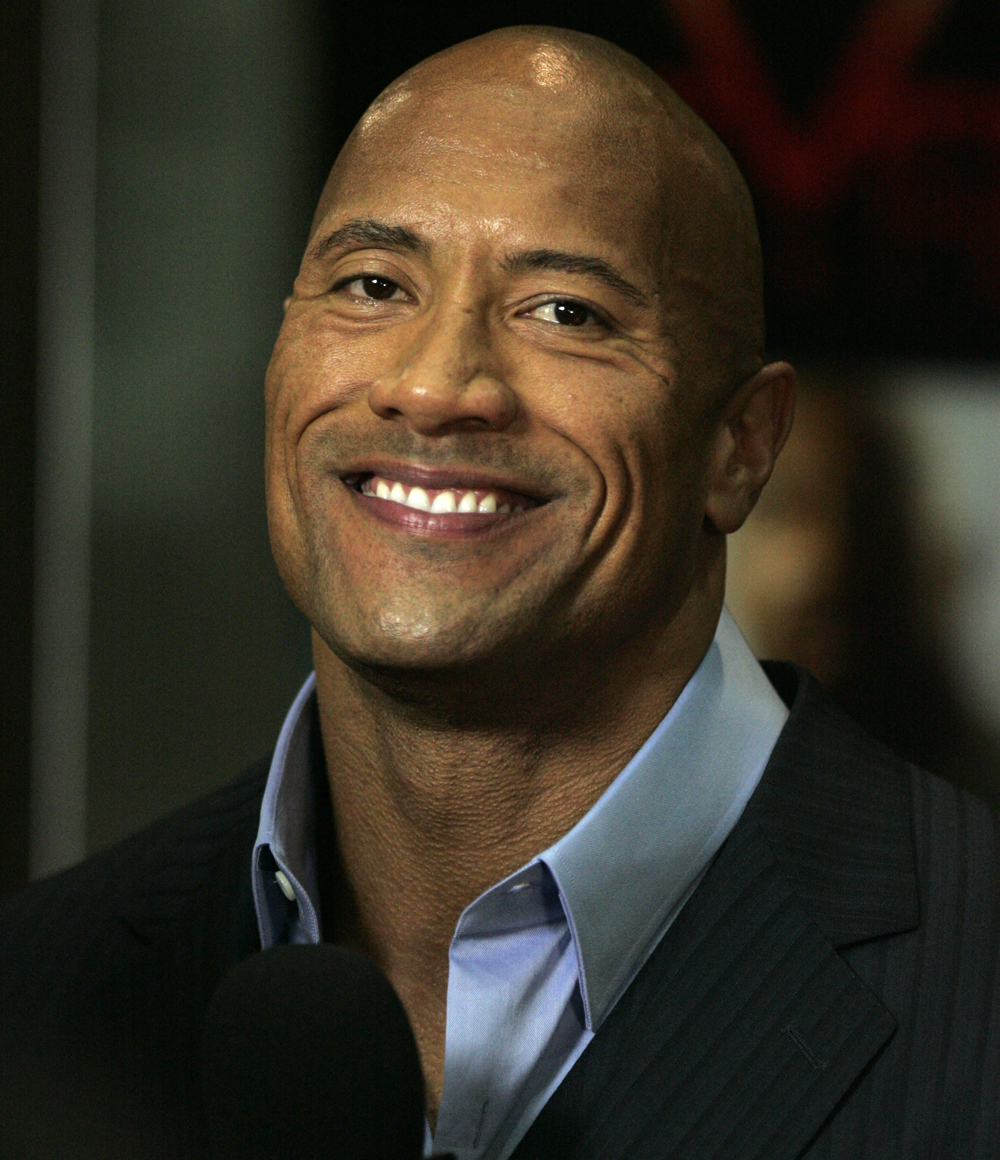
The Rock viverá o Adão Negro no Universo Estendido DC.

- The Rock viverá o Adão Negro no Universo Estendido DC.Adão Negro é um personagem jogável no videogame de luta de 2013 Injustice: Gods Among Us e em sua sequencia Injustice 2,lançada em 2017.
- Foi confirmado que o ator Dwayne "The Rock" Johnson viverá o Adão Negro no Universo Estendido da DC. O personagem terá um filme solo e futuramente atuará como antagonista de um filme do Shazam. (O filme Shazam! lançado em 2019, porém, não conta com Adão Negro como vilão, podendo aparecer na sequência).